# Derecho religioso

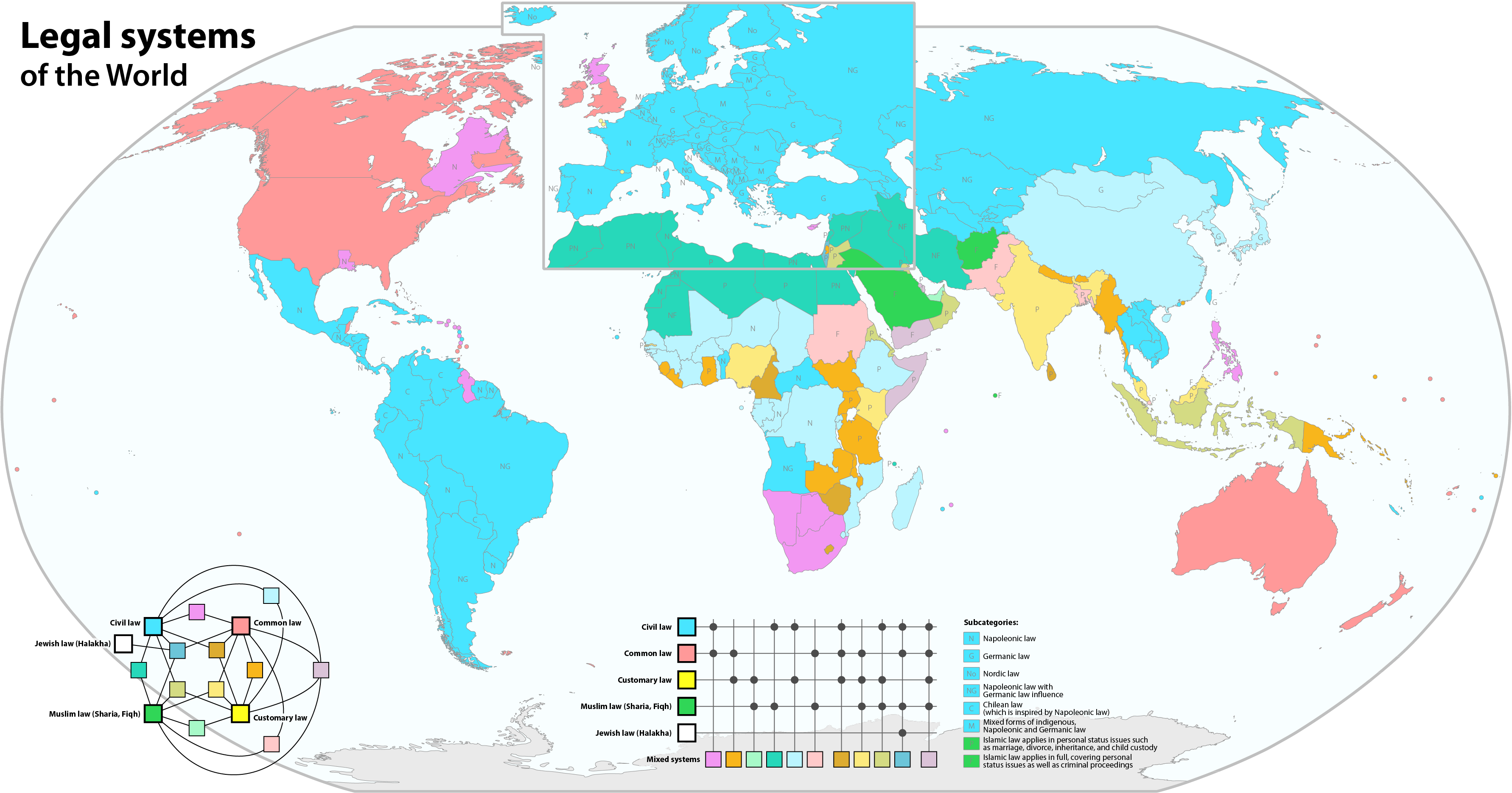
Mapa con países con sistema de Derecho religioso (en verde)

El Derecho religioso o Derecho confesional, de acuerdo a la moderna Ciencia del Derecho, es aquel ordenamiento jurídico que, para sí mismas, establecen las diferentes iglesias o confesiones religiosas, y que en tanto realidades sociales requieren de un Derecho propio (siguiendo el aforismo ubi societas ibi ius). El Derecho religioso no debe confundirse con el Derecho eclesiástico.
El derecho religioso incluye códigos éticos y morales enseñados por tradiciones religiosas. Los diferentes sistemas religiosos tienen la ley sagrada en mayor o menor grado de importancia para sus sistemas de creencias, y algunos son explícitamente antinomianos mientras que otros son de naturaleza nomista o "legalista". En particular, religiones como el Judaísmo, el Islam y el Bahaísmo enseñan la necesidad de una ley positiva revelada tanto para el estado como para la sociedad, mientras que otras religiones como el cristianismo generalmente rechazan la idea de que esto sea necesario o deseable y en cambio enfatizan los eternos preceptos morales de la ley divina sobre los aspectos civiles, ceremoniales o judiciales, que pueden haber sido anulados [2] como en las teologías de la gracia sobre la ley.
Entre otros, son ordenamientos religiosos o confesionales el Derecho judío (Halajá), el Derecho canónico y el Derecho islámico (Fiqh; Sharía).

## Cristianismo

### Derecho canónico - Iglesia católica
El derecho canónico de la Iglesia Católica (latín : jus canonicum ) es el sistema de leyes y principios legales elaborados y aplicados por las autoridades jerárquicas de la Iglesia para regular su organización y gobierno externos y para ordenar y dirigir las actividades de los católicos, hacia la misión de la Iglesia. Fue el primer sistema legal occidental moderno y es el sistema legal más antiguo de funcionamiento continuo en Occidente, anterior al derecho consuetudinario europeo y las tradiciones del derecho civil. Lo que comenzó con las reglas ("cánones") adoptadas por elLos apóstoles en el Concilio de Jerusalén en el siglo I se han convertido en un sistema legal muy complejo y original que encapsula no solo las normas del Nuevo Testamento, sino algunos elementos de las tradiciones legales hebreas (Antiguo Testamento), romanas, visigodas, sajonas y celtas, que abarca miles de años de experiencia humana. mientras que las tradiciones únicas del derecho canónico católico oriental gobiernan las 23 iglesias católicas orientales particulares sui iuris.
Las leyes eclesiásticas positivas derivan la autoridad formal en el caso de las leyes universales de la promulgación por el legislador supremo, el sumo pontífice, que posee la totalidad del poder legislativo, ejecutivo y judicial en su persona, mientras que las leyes particulares derivan la autoridad formal de la promulgación por un legislador inferior al legislador supremo, ya sea legislador ordinario o delegado. El contenido real de los cánones no es solo de naturaleza doctrinal o moral, sino que abarca todo la condición humana.
Tiene todos los elementos ordinarios de un sistema legal maduro: leyes, tribunales, abogados, jueces, un código legal plenamente articulado para la Iglesia Latina, así como un código para las Iglesias católicas orientales, principios de interpretación jurídica, y sanciones coercitivas. Carece de fuerza civilmente vinculante en la mayoría de las jurisdicciones seculares. Aquellos que son versados y expertos en derecho canónico, y profesores de derecho canónico, se denominan canonistas (o, coloquialmente, abogados canónicos). El derecho canónico como ciencia sagrada se llama canonística.
La jurisprudencia del derecho canónico católico es el complejo de principios y tradiciones legales dentro de los cuales opera el derecho canónico, mientras que la filosofía, la teología y la teoría fundamental del derecho canónico católico son las áreas de la erudición filosófica, teológica y jurídica dedicadas a proporcionar una base teórica. para el derecho canónico como sistema legal y como ley verdadera.
En la Iglesia primitiva, los primeros cánones fueron decretados por obispos unidos en concilios "ecuménicos" (el Emperador convocó a todos los obispos del mundo conocido para asistir con al menos el reconocimiento del Obispo de Roma ) o concilios "locales" (obispos de un región o territorio). Con el tiempo, estos cánones se complementaron con decretales de los obispos de Roma, que eran respuestas a dudas o problemas según la máxima Roma locuta est, causa finita est ("Roma ha hablado, caso cerrado").
Posteriormente, se reunieron en colecciones, tanto oficiales como no oficiales. La primera colección verdaderamente sistemática fue reunida por el monje Camaldolese Graciano en el siglo XI, comúnmente conocido como Decretum Gratiani ("Decreto de Graciano"). Al papa Gregorio IX se le atribuye la promulgación de la primera colección oficial de cánones llamada Decretalia Gregorii Noni o Liber Extra (1234). A esto le siguió el Liber Sextus (1298) de Bonifacio VIII, las Clementinas (1317) de Clemente V, las Extravagantes Joannis XXII y las Comunas Extravagantes, todas las cuales siguieron la misma estructura que el Liber Extra. Todas estas colecciones, con el Decretum Gratiani, se denominan en conjunto Corpus Juris Canonici. Después de la finalización del Corpus Juris Canonici, la legislación papal posterior se publicó en volúmenes periódicos llamados Bullaria.
En el siglo XIX, este cuerpo legislativo incluía unas 10.000 normas, muchas de las cuales eran difíciles de conciliar debido a cambios en las circunstancias y la práctica. Esta situación impulsó al Papa Pío X a ordenar la creación del primer Código de Derecho Canónico, un solo volumen de leyes claramente expresadas. Bajo la égida del cardenal Pietro Gasparri, la Comisión para la Codificación del Derecho Canónico se completó bajo Benedicto XV, quien promulgó el Código, con vigencia en 1918. La obra había sido iniciada por Pío X, a veces se le llamó el "Código Pio-Benedictino", pero más a menudo el Código de 1917. En su preparación, se examinaron siglos de material, los principales expertos examinaron su autenticidad y se armonizaron tanto como fue posible con cánones opuestos e incluso con otros códigos, desde el Codex de Justiniano hasta el Código napoleónico.
El Papa Juan XXIII pidió inicialmente un Sínodo de la Diócesis de Roma, un Concilio Ecuménico y una actualización del Código de 1917. Después de la clausura del Segundo Concilio Ecuménico del Vaticano (Vaticano II) en 1965, se hizo evidente que el Código tendría que ser revisado a la luz de los documentos y la teología del Vaticano II. Después de varios borradores y muchos años de discusión, el Papa Juan Pablo II promulgó el Código de Derecho Canónico (CIC) revisado en 1983 . Con 1752 cánones, es la ley actualmente vinculante para la Iglesia Romana Latina (occidental).
El derecho canónico de las Iglesias orientales católicas, que había desarrollado algunas disciplinas y prácticas diferentes, pasó por su propio proceso de codificación, lo que resultó en el Código de Cánones de las Iglesias orientales promulgado en 1990 por el Papa Juan Pablo II.
Las instituciones y prácticas del derecho canónico en paralelo el desarrollo legal de gran parte de Europa, y en consecuencia a la vez moderno derecho civil y derecho común tienen las influencias del derecho canónico. Edson Luiz Sampel, experto brasileño en derecho canónico, dice que el derecho canónico está contenido en la génesis de varios institutos de derecho civil, como el derecho en Europa continental y países latinoamericanos. Sampel explica que el derecho canónico tiene una influencia significativa en la sociedad contemporánea.
Actualmente, se espera que todos los estudiantes de seminario católico de rito latino tomen un curso de derecho canónico (c. 252.3). Algunos funcionarios eclesiásticos deben tener el doctorado (JCD) o al menos la licenciatura (JCL) en derecho canónico para cumplir con sus funciones: Vicarios Judiciales (c. 1419.1), Jueces (c. 1421.3), Promotores de Justicia (c. .1435), Defensores del vínculo (c. 1435). Además, los Vicarios Generales y Episcopales deben ser médicos o al menos licenciados en derecho canónico o teología (c. 478.1), y los defensores canónicos deben tener el doctorado o ser verdaderamente expertos en derecho canónico (c. 1483). Por lo general, los obispos deben tener títulos avanzados en escritura sagrada, teología o derecho canónico (c. 378.1.5). San Raimundo de Penyafort (1175-1275), sacerdote dominico español, es el santo patrón de los canonistas, debido a sus importantes contribuciones a la ciencia del Derecho Canónico.

## Judaísmo

### Halajá
La Halajá (hebreo: הלכה ;literalmente "caminar") es el cuerpo colectivo de leyes religiosas judías rabínicas derivadas de la Torá escrita y oral, incluida la Mishná, el Midrash halájico, el Talmud y sus comentarios. Después de la destrucción del Segundo Templo por los romanos en el año 70 durante la primera guerra judeo-romana, la Ley Oral se desarrolló a través de interpretaciones intensivas y expansivas de la Torá escrita.
La halajá se ha desarrollado gradualmente a través de una variedad de mecanismos legales y cuasi legales, que incluyen decisiones judiciales, promulgaciones legislativas y derecho consuetudinario. La literatura de preguntas a los rabinos, y sus respuestas consideradas, se conocen como responsa rabínica. Con el tiempo, a medida que se desarrollan las prácticas, se escribieron códigos de la ley judía basados en la literatura rabínica y la responsa. El código más influyente, el Shulján Aruj, guía la práctica religiosa de la mayoría de los judíos ortodoxos y conservadores.
Según la tradición rabínica, hay 613 mitzvot en la Torá escrita. Las mitzvot de la Torá (también llamada Ley de Moisés) se refieren a casi todos los aspectos de la vida humana. Algunas de estas leyes están dirigidas solo a hombres o mujeres, algunas solo a los antiguos grupos sacerdotales (los sacerdotes Cohen y los Levitas) miembros de la Tribu de Leví, algunas solo a los agricultores dentro de la Tierra de Israel (Eretz Israel), algunas leyes solo se aplicaban en el Templo de Jerusalén.

## Islam
La Sharía, también conocida como ley islámica ( قانون إسلامي qānūn ʾIslāmī), es el código moral y la ley religiosa del Islam. La sharía se deriva de dos fuentes principales, los preceptos establecidos en el Corán y el ejemplo dado por el profeta islámico Mahoma en la Sunna. La jurisprudencia islámica (Fiqh) interpreta y extiende la aplicación de la sharía a cuestiones que no se abordan directamente en las fuentes primarias al incluir fuentes secundarias. Estas fuentes secundarias suelen incluir el consenso de los ulemas (eruditos religiosos) incorporados en ijma y una analogía del Corán y la sunnah a través de qiyas. Los juristas chiitas prefieren aplicar el razonamiento ( 'aql ) en lugar de la analogía para abordar cuestiones difíciles.
Los musulmanes creen que la sharía es la ley de Dios, pero difieren en cuanto a qué implica exactamente. Los modernistas, tradicionalistas y fundamentalistas tienen diferentes puntos de vista de la sharía, al igual que los seguidores de diferentes escuelas de pensamiento y erudición islámicos. Los diferentes países, sociedades y culturas también tienen diferentes interpretaciones de la sharía.
La Sharía trata muchos temas tratados por la ley secular, incluidos el crimen, la política y la economía, así como asuntos personales como las relaciones sexuales, la higiene, la dieta, la oración y el ayuno. Cuando tiene estatus oficial, la sharía es aplicada por jueces islámicos o cadíes. El imán tiene diversas responsabilidades según la interpretación de la sharía; Si bien el término se usa comúnmente para referirse al líder de las oraciones comunales, el imán también puede ser un erudito, líder religioso o líder político.
La reintroducción de la sharía es un objetivo a largo plazo para los movimientos islamistas en los países musulmanes. Algunas minorías musulmanas en Asia (por ejemplo, en Israel o en la India ) han mantenido el reconocimiento institucional de la sharía para adjudicar sus asuntos personales y comunitarios. En los países occidentales, donde la inmigración musulmana es más reciente, las minorías musulmanas han introducido la ley de familia de la sharía para su uso en sus propias disputas con diversos grados de éxito, por ejemplo, el Tribunal de Arbitraje Musulmán de Gran Bretaña. Los intentos de los musulmanes de imponer la sharía a los no musulmanes en países con grandes poblaciones musulmanas han estado acompañados de controversias, violencia, y aun actos de guerra (cf. segunda guerra civil sudanesa).